# Onsernone
Onsernone je obec ve švýcarském kantonu Ticino, okresu Locarno. Nachází se v západní části kantonu, u hranic s Itálií. Žije zde 682 obyvatel.

## Geografie

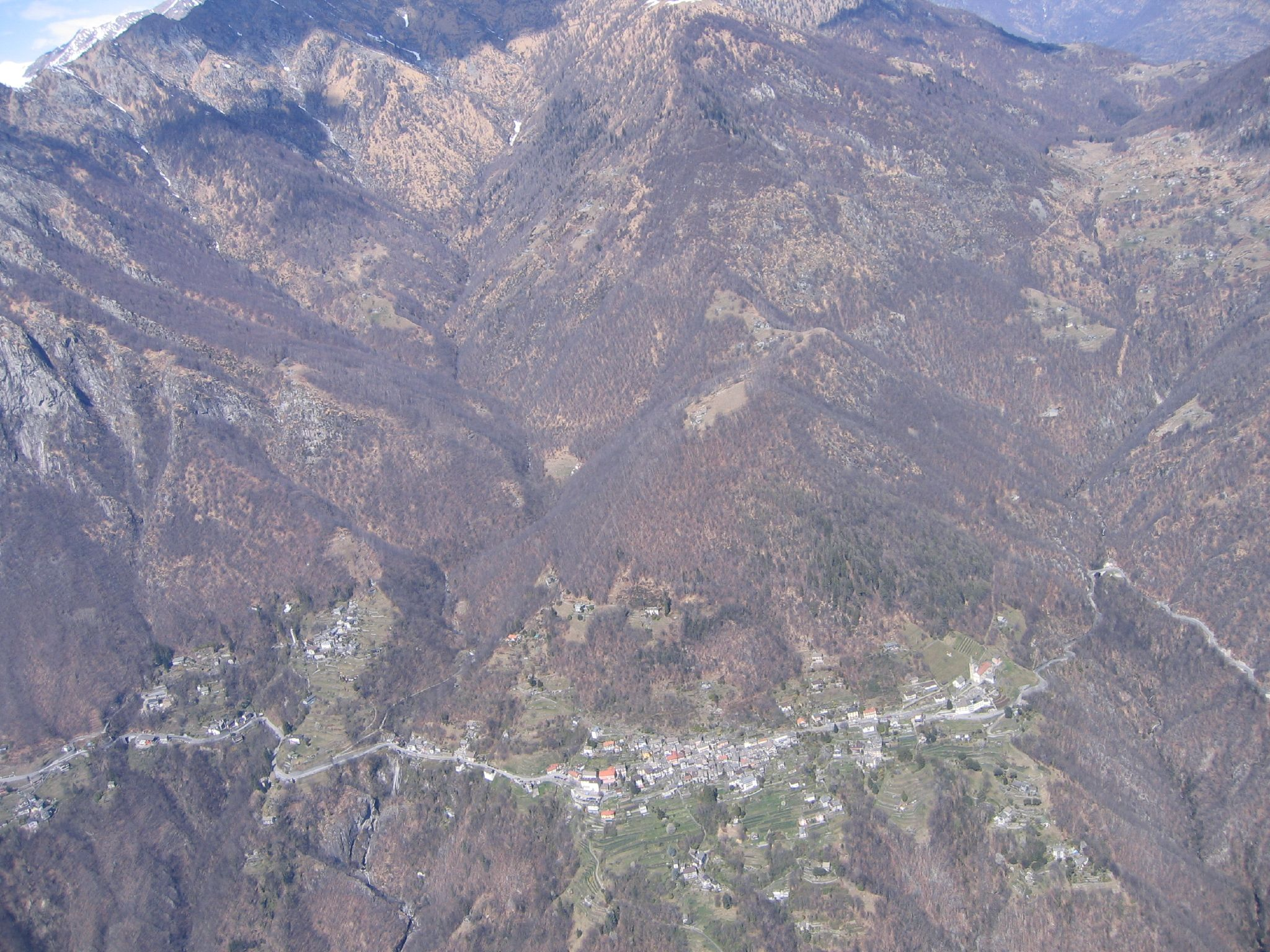
Vesnice Loco

Obec zahrnuje údolí Valle Onsernone a Valle di Vergeletto.
Sousedními obcemi jsou Centovalli, Maggia a Terre di Pedemonte a italské obce Craveggia a Re v provincii Verbano-Cusio-Ossola.

## Historie
Současná obec Onsernone vznikla ve dvou etapách sloučením předchozích obcí. Myšlenka spojit všech devět údolních obcí Onsernone a Vergeletto do jedné obce vznikla již v 70. letech 20. století. První sloučení v horní části údolí proběhlo v roce 1995, kdy se bývalé obce Comologno, Crana a Russo spojily pod názvem Onsernone. V roce 2000 měla tato obec 322 obyvatel.
Ve druhém kroku se v roce 2016 k Onsernone připojily bývalé obce Gresso, Mosogno a Vergeletto a obec Isorno, která vznikla teprve v roce 2001 z bývalých obcí Auressio, Berzona a Loco, čímž se stala jedinou politickou obcí v údolí.

## Obyvatelstvo
| Rok            | 2000 | 2010 | 2015 | 2018 | 2019 | 2020 |
| Počet obyvatel | 322  | 759  | 701  | 682  | 661  | 663  |

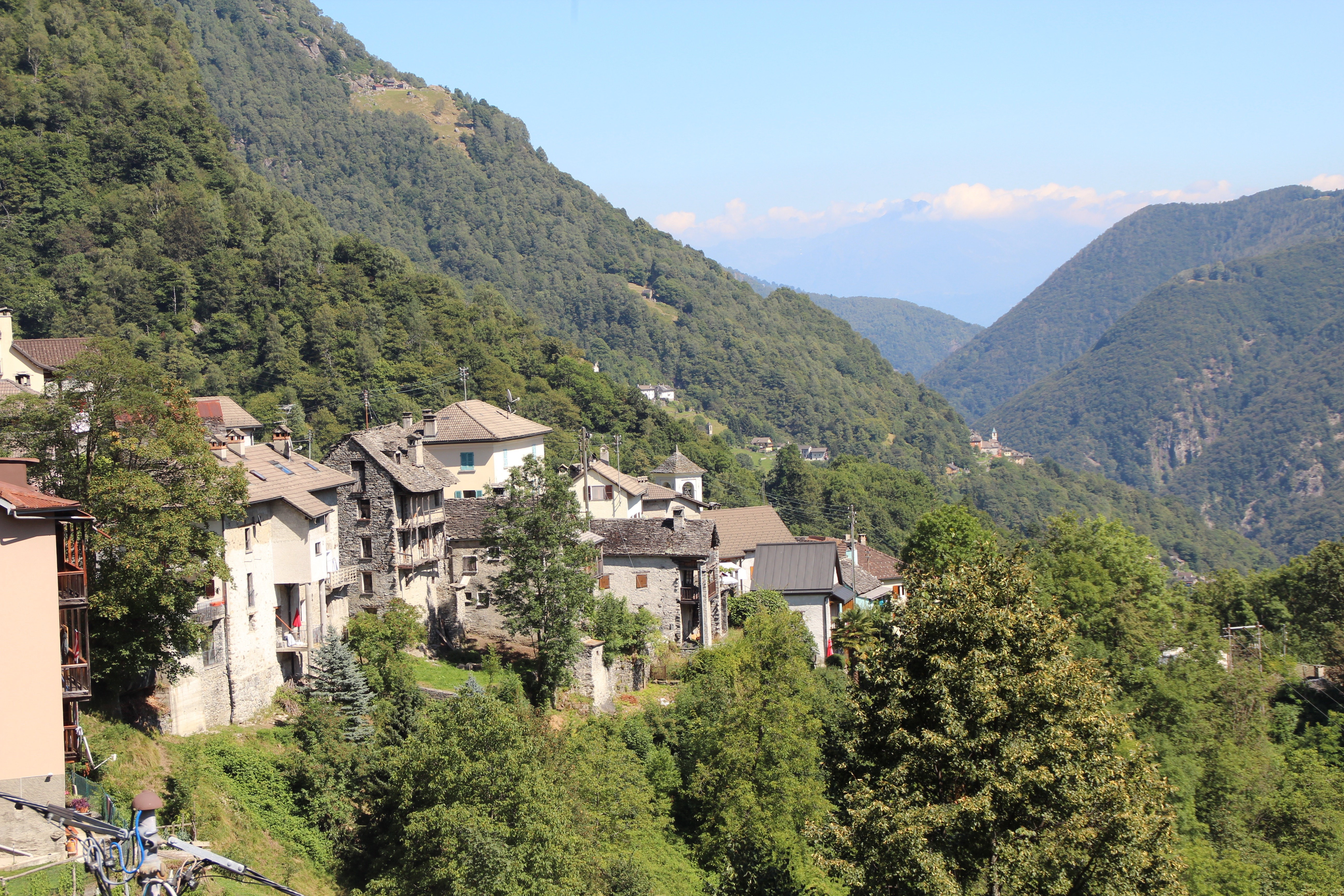
Crana

V roce 2008 tvořili cizinci 5,1 % obyvatel. V období 1997–2007 se počet obyvatel snížil o 11,2 %. Nejčastěji používanými jazyky jsou italština (79,5 %), němčina (14,9 %) a francouzština (4,0 %).

## Doprava
Obec je napojena na síť veřejné dopravy autobusovou linkou Postauto z Locarna. Na území obce se nenachází žádná železniční trať.